# Lovčica-Trubín
Lovčica-Trubín es un municipio del distrito de Žiar nad Hronom en la región de Banská Bystrica, Eslovaquia, con una población estimada a final del año 2024 de 1567 habitantes.
Se encuentra ubicado al noroeste de la región, en el valle del río Hron —un afluente izquierdo del Danubio— y cerca de la frontera con las regiones de Nitra y Trenčín.

## Demografía
| Año        | 1994 | 2004    | 2014    | 2024    |
| ---------- | ---- | ------- | ------- | ------- |
| Población  | 1478 | 1497    | 1610    | 1567    |
| Diferencia |      | +1,28 % | +7,54 % | −2,67 % |

| Año        | 2023 | 2024    |
| ---------- | ---- | ------- |
| Población  | 1571 | 1567    |
| Diferencia |      | −0,25 % |